# Lisandro Lopez
Lisandro López (sinh ngày 02 tháng 3 năm 1983 tại Buenos Aires), thường được gọi tên thân mật là Lisandro hay Licha, là một cầu thủ bóng đá Argentina. Anh hiện đang chơi ở vị trí tiền đạo cho câu lạc bộ Sarmiento trong Giải vô địch bóng đá Argentina. Anh chủ yếu đảm nhận vị trí tiền đạo, nhưng cũng có khả năng chơi như một tiền vệ cánh. Lisandro cũng là một cầu thủ quốc tế và đã tham gia đội tuyển Argentina dưới triều đại của các huấn luyện viên như José Pekerman, Alfio Basile và Diego Maradona.

## Biệt danh
Lisandro là mẫu tiền đạo mạnh mẽ, kỹ thuật nhưng không kém phần tốc độ. Thêm vào đó, anh hoàn toàn có thể đá lùi như một tiền đạo thứ hai để hỗ trợ cho người đá cặp. Với khả năng ghi bàn hiệu quả, anh được mệnh danh là kẻ trừng phạt.

## Sự nghiệp thi đấu
Tiền đạo người Argentina là trụ cột không thể thay thế trên hàng công của Lyon. Chân sút này vẫn đang thi đấu rất ổn định (6 bàn thắng/12 trận ở mùa giải năm 2010) và xứng đáng với số tiền 24 triệu euro để mua anh từ Porto. Năm 2010 được bầu chọn là cầu thủ xuất sắc nhất Ligue 1 mùa giải 2009- 2010. Mới gia nhập Olimpic Lion từ FC Porto trong mùa hè 2009, nhưng Lisandro đã nhanh chóng khẳng định được tài năng của mình tại Ligue 1. 14 bàn thắng trong 31 trận Ligue 1 và 7 bàn trong 12 trận Champions League mùa này, đó là lý do khiến chân sút người Argentina nhận được sự ủng hộ của đông đảo các đồng nghiệp trong cuộc bình chọn. Kết quả là anh đã vượt qua 3 ứng cử viên khác: Mamadou Niang (Marseille), Marouane Chamakh (Bordeaux) và Eden Hazard (Lille).

## Thống kê số bàn thắng

### Cấp độ câu lạc bộ
| Câu lạc bộ      | Mùa             | League  | League | Cup     | Cup    | League Cup | League Cup | Europe  | Europe | Tổng cộng | Tổng cộng |
| Câu lạc bộ      | Mùa             | Số trận | Số bàn | Số trận | Số bàn | Số trận    | Số bàn     | Số trận | Số bàn | Số trận   | Số bàn    |
| --------------- | --------------- | ------- | ------ | ------- | ------ | ---------- | ---------- | ------- | ------ | --------- | --------- |
| Racing Club     | 2002–03         | 3       | 0      | –       | –      | –          | –          | –       | –      | 3         | 0         |
| Racing Club     | 2003–04         | 30      | 8      | –       | –      | –          | –          | –       | –      | 30        | 8         |
| Racing Club     | 2004–05         | 37      | 18     | –       | –      | –          | –          | –       | –      | 37        | 18        |
| Racing Club     | Tổng cộng       | 70      | 26     | –       | –      | –          | –          | –       | –      | 70        | 26        |
| FC Porto        | 2005–06         | 26      | 7      | 1       | 0      | –          | –          | 2       | 1      | 29        | 8         |
| FC Porto        | 2006–07         | 25      | 8      | 0       | 0      | –          | –          | 8       | 3      | 33        | 11        |
| FC Porto        | 2007–08         | 27      | 24     | 4       | 0      | 0          | 0          | 8       | 3      | 39        | 27        |
| FC Porto        | 2008–09         | 28      | 10     | 4       | 1      | 0          | 0          | 10      | 6      | 42        | 17        |
| FC Porto        | Tổng cộng       | 106     | 49     | 9       | 1      | 0          | 0          | 28      | 13     | 143       | 63        |
| Lyon            | 2009–10         | 33      | 15     | 2       | 0      | 2          | 2          | 12      | 7      | 49        | 24        |
| Lyon            | 2010–11         | 15      | 8      | 2       | 0      | 1          | 0          | 4       | 2      | 22        | 10        |
| Lyon            | Tổng cộng       | 48      | 23     | 4       | 0      | 3          | 2          | 16      | 9      | 71        | 34        |
| Tổng thành tích | Tổng thành tích | 224     | 98     | 13      | 1      | 3          | 2          | 44      | 22     | 283       | 122       |

### Cấp độ đội tuyển
| # | Ngày                     | Sân                            | Đối thủ | Ghi bàn | Tổng tỷ số | Tính chất        |
| - | ------------------------ | ------------------------------ | ------- | ------- | ---------- | ---------------- |
| 1 | ngày 12 tháng 8 năm 2009 | Lokomotiv Stadium, Moskva, Nga | Nga     | 2 – 1   | 3 – 2      | Giao hữu quốc tế |

## Sự quan tâm của các câu lạc bộ
Hiện anh đang nhận được sự chào mừng của câu lạc bộ Liverpool và Juventus là hai đội bóng đang theo đuổi anh. Được biết Hai đội bóng này sẵn sàng chi đậm để đưa anh rời khỏi sân Gerland.